# Geensmolen

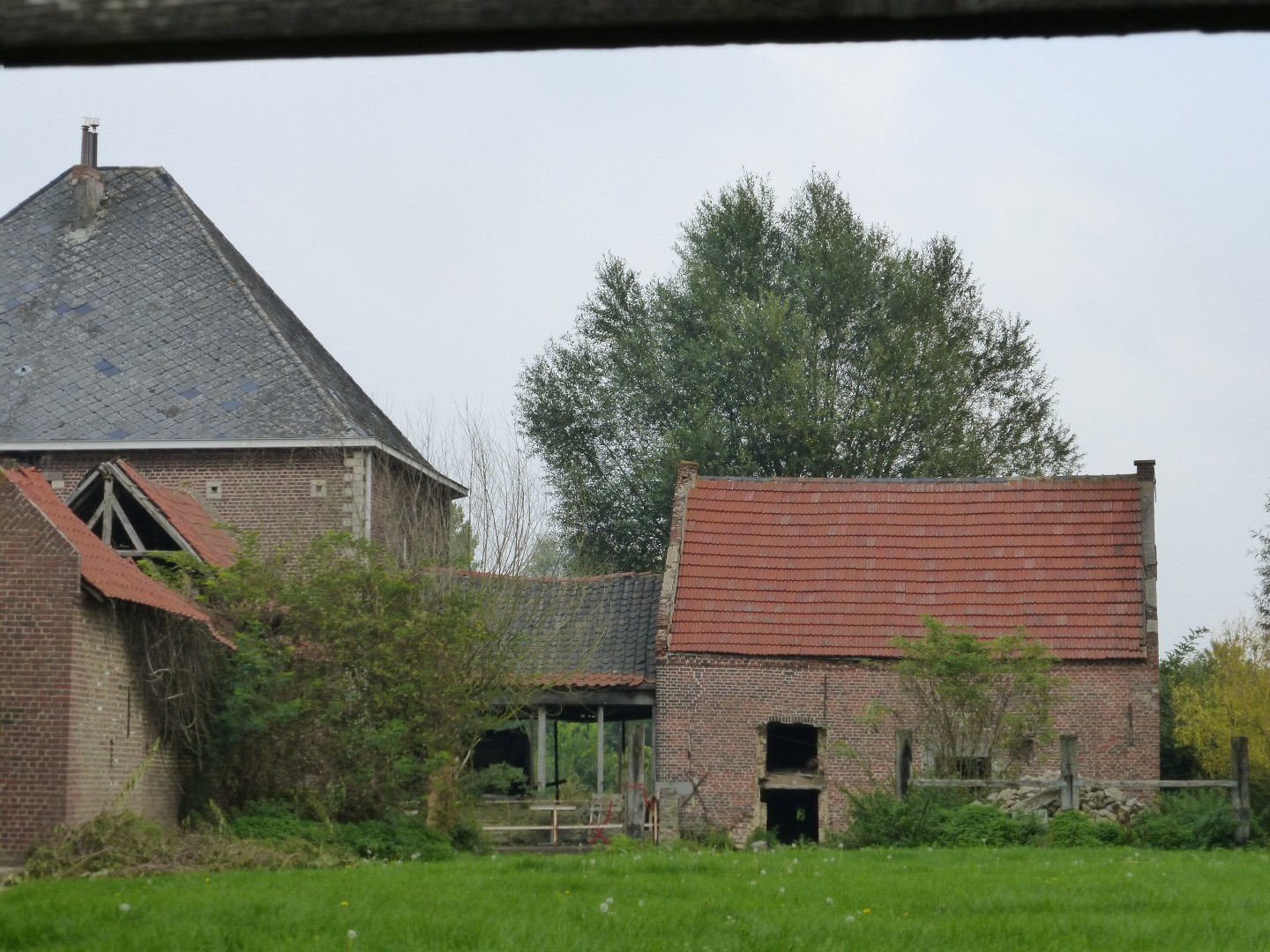
Geensmolen met links het molenhuis en rechts de voormalige oliemolen met daartussen het middenslagrad

De Geensmolen is een watermolen in de tot de Vlaams-Brabantse gemeente Linter behorende plaats Drieslinter, gelegen aan de Molenstraat 20.
Deze middenslagmolen op de Grote Gete fungeerde als korenmolen, oliemolen en hennepmolen.
De molen stond op de samenvloeiing van Grote en Kleine Vliet met de Grote Gete. De waterlopen werden echter verlegd waardoor geen water meer langs de molen vloeit.

## Geschiedenis
De vroegste vermelding is van 1756. De oudste delen zijn van 1749. De molen werd in 1866 gesplitst in een korenmolen en een oliemolen. De laatste werd 1879 ontmanteld en kreeg een agrarische bestemming.
De molen maakt onderdeel uit van een boerderijencomplex. In een enkel gebouw bevindt zich een molengedeelte en het woonhuis. Het is een groot gebouw onder hoog schilddak van twee bouwlagen op vierkante plattegrond. Aan de zuidzijde hiervan bevindt zich het metalen middenslagrad en een gebouw onder zadeldak waarin zich de oliemolen bevond. De korenmolen is nog compleet. De waterloop is echter niet meer aanwezig.